# Gha Nachkt
Gha Nachkt a Csillagok háborúja elképzelt univerzumának egyik szereplője.

## Leírása
Gha Nachkt a trandosán-fajhoz tartozó férfi kereskedő. Gha Nachkt 1,75 méter magas, köpcös és kövér, barna bőrszínű és szemű. Y. e. 22-ben, Grievous tábornok keze által, a Skytop-bázison (Skytop Station) meghal.
Keselyűkarom (Vulture's Claw) nevű űrhajójával az űr végtelenjét járta és űrhajóroncsokra vadászott, kiszerelte belőlük, ami értékes, majd eladta. Főként droid-kereskedőként volt közismert.

## Megjelenése a filmekben
Ez a trandosán a „Star Wars: A klónok háborúja” című televíziós sorozat első évadának a 6. és 7. részeiben látható, e részek címei: „A droid bukása” (Downfall a droid) és „Droidok párbaja” (Duel of the Droids).
Egy csata nyomán maradt roncsttelepen megtalálta R2-D2-t, és leszállította Grievous tábornoknak az igen értékes leletet, mivel a droid memóriája tartalmazta az Anakin Skywalker vezette köztársasági haderők minden stratégiai információját. Gha Nachkt útközben megtudta ezt, és olyan magas árat kért a droidért, hogy Grievous nem volt hajlandó kifizetni őt, ehelyett orvul megölte egy fénykarddal.